# شهرستان استراکونیتسه
ناحیهٔ ستراکونیتسه (به لاتین: Strakonice District) یک ناحیه در جمهوری چک است که در منطقه بوهمی جنوبی واقع شده‌است. ناحیهٔ ستراکونیتسه ۱٬۳۷۵٫۰۳ کیلومتر مربع مساحت و ۵۱٬۴۷۰ نفر جمعیت دارد.